# Stade Lavallois

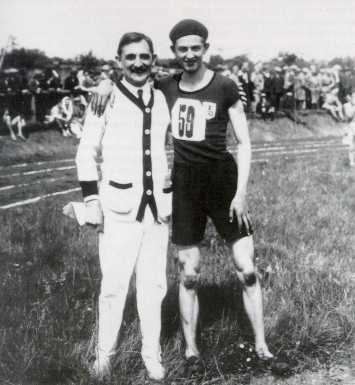
Spelers Joseph en Guy Gemain, 1929

Stade Lavallois is een Franse voetbalclub uit Laval, de hoofdstad van het departement Mayenne. De clubkleuren zijn zwart en oranje.
De club werd in 1902 opgericht, 90 jaar later veranderde de club zijn naam in Stade Lavallois Mayenne Football Club.
Tussen 1976 en 1989 speelde de club onafgebroken in de 1ste klasse. Na het seizoen 2005/06 degradeerde de club van 2de naar 3de. In 2009 promoveerde de club opnieuw. In 2010 en 2015 werd de club achtste, daarna eindigden ze meestal in de lagere middenmoot tot een degradatie volgde in 2017. In 2022 konzen ze opnieuw promotie afdwingen naar de Ligue 2. 

## Eindklasseringen
- 1947 4e
Niveau 5
- 1948 1e
Niveau 5
- 1949 6e
Niveau 4
- 1950 6e
Niveau 4
- 1951 7e
Niveau 4
- 1952 5e
Niveau 5
- 1953 7e
Niveau 5
- 1954 2e
Niveau 5
- 1955 4e
Niveau 5
- 1956 2e
Niveau 5
- 1957 1e
Niveau 5
- 1958 11e
Niveau 4
- 1959 1e
Niveau 5
- 1960 5e
Niveau 4
- 1961 6e
Niveau 4
- 1962 10e
Niveau 4
- 1963 4e
Niveau 4
- 1964 1e
Niveau 4
- 1965 1e
Niveau 3
- 1966 2e
Niveau 3
- 1967 6e
Niveau 3
- 1968 11e
Niveau 3
- 1969 1e
Niveau 3
- 1970 4e
Niveau 3
- 1971 12e
Division Interrégionale
- 1972 8e
Division Interrégionale
- 1973 10e
Division 2
- 1974 5e
Division 2
- 1975 11e
Division 2
- 1976 2e
Division 2
- 1977 16e
Division 1
- 1978 10e
Division 1
- 1979 16e
Division 1
- 1980 12e
Division 1
- 1981 16e
Division 1
- 1982 5e
Division 1
- 1983 5e
Division 1
- 1984 11e
Division 1
- 1985 10e
Division 1
- 1986 11e
Division 1
- 1987 9e
Division 1
- 1988 14e
Division 1
- 1989 19e
Division 1
- 1990 4e
Division 2
- 1991 3e
Division 2
- 1992 5e
Division 2
- 1993 9e
Division 2
- 1994 7e
Division 2
- 1995 15e
Division 2
- 1996 4e
Division 2
- 1997 8e
Division 2
- 1998 13e
Division 2
- 1999 10e
Division 2
- 2000 10e
Division 2
- 2001 9e
Division 2
- 2002 10e
Division 2
- 2003 8e
Ligue 2
- 2004 7e
Ligue 2
- 2005 14e
Ligue 2
- 2006 19e
Ligue 2
- 2007 4e
National
- 2008 5e
National
- 2009 2e
National
- 2010 8e
Ligue 2
- 2011 15e
Ligue 2
- 2012 16e
Ligue 2
- 2013 17e
Ligue 2
- 2014 17e
Ligue 2
- 2015 8e
Ligue 2
- 2016 13e
Ligue 2
- 2017 20e
Ligue 2
- 2018 8e
National
- 2019 4e
National
- 2020 10e
National
- 2021 12e
National
- 2022 1e
National
- 2023 15e
Ligue 2
- 2024 7e
Ligue 2
- 2025 7e
Ligue 2

- Niveau 1
- Niveau 2
- Niveau 3
- Niveau 4
- Niveau 5

| Seizoen   | №  | Clubs | Divisie              | WG | W  | G  | V  | Saldo | Punten | Tsch  |
| --------- | -- | ----- | -------------------- | -- | -- | -- | -- | ----- | ------ | ----- |
| 2011–2012 | 16 | 20    | Ligue 2              | 38 | 12 | 11 | 15 | 46–50 | 47     | 5.815 |
| 2012–2013 | 17 | 20    | Ligue 2              | 38 | 10 | 12 | 15 | 47–54 | 42     | 4.736 |
| 2013–2014 | 17 | 20    | Ligue 2              | 38 | 10 | 12 | 16 | 44–52 | 42     | 5.550 |
| 2014–2015 | 8  | 20    | Ligue 2              | 38 | 11 | 21 | 6  | 41–34 | 54     | 5.582 |
| 2015–2016 | 13 | 20    | Ligue 2              | 38 | 9  | 17 | 12 | 35–42 | 44     | 5.442 |
| 2016–2017 | 20 | 20    | Ligue 2              | 38 | 5  | 15 | 18 | 33–52 | 30     | 4.899 |
| 2017-2018 | 8  | 17    | Championnat National | 32 | 10 | 12 | 10 | 37-36 | 42     |       |
| 2018-2019 | 4  | 18    | Championnat National | 34 | 16 | 6  | 12 | 51-43 | 54     | 4.317 |
| 2019-2020 | 10 | 10    | Championnat National | 25 | 9  | 8  | 8  | 26-24 | 35     |       |

## Laval in Europa
#R = #ronde, T/U = Thuis/Uit, W = Wedstrijd, PUC = punten UEFA coëfficiënten .
Uitslagen vanuit gezichtspunt Stade Lavallois
| Seizoen                                                    | Competitie | Ronde | Land                 | Club            | Totaalscore | 1e W    | 2e W    | PUC |
| ---------------------------------------------------------- | ---------- | ----- | -------------------- | --------------- | ----------- | ------- | ------- | --- |
| 1983/84                                                    | UEFA Cup   | 1R    | Vlag van Sovjet-Unie | FC Dynamo Kiev  | 1-0         | 0-0 (U) | 1-0 (T) | 4.0 |
|                                                            |            | 2R    | Vlag van Oostenrijk  | FK Austria Wien | 3-5         | 0-2 (U) | 3-3 (T) | 4.0 |
| Totaal aantal behaalde punten voor UEFA coëfficiënten: 4.0 |            |       |                      |                 |             |         |         |     |

Zie ook
- Deelnemers UEFA-toernooien Frankrijk
- Ranglijst van alle clubs die in de diverse Europa Cups zijn uitgekomen

## Bekende (ex-)spelers
- Adnan Čustović
- Francis Coquelin
- Rémi Gomis
- Nordi Mukiele

- Pierre-Emerick Aubameyang
- Frank Lebœuf
- Ulrich Le Pen
- François Omam-Biyik

- Mickaël Pagis
- Lindsay Rose
- Mike Vanhamel
- Denis Zanko